# George Larkin
George Larkin (11 de novembro de 1887 - 27 de março de 1946) foi um ator de cinema estadunidense na era do cinema mudo, atuando em 188 filmes entre 1908 e 1931. Larkin também foi roteirista, escrevendo três roteiros para cinema entre 1912 e 1921.

## Biografia

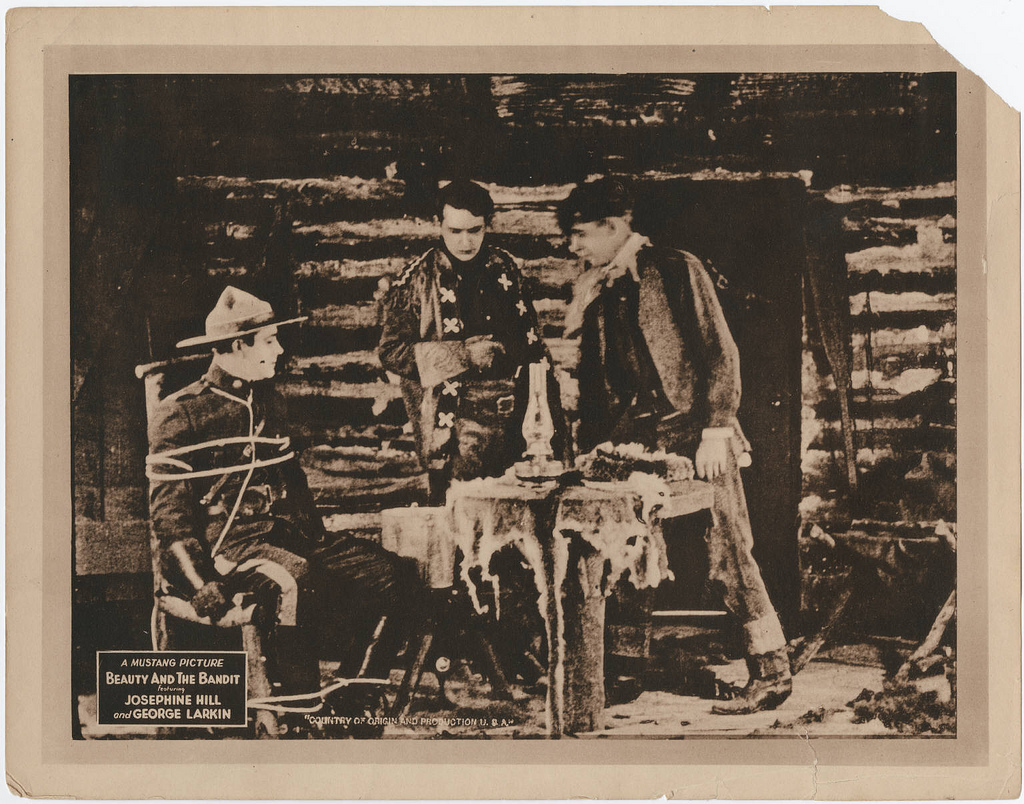
Cena do filme Beauty and the Bandit (1925), estrelado por Josephine Hill e George Larkin

Sua primeira incursão nas telas do cinema foi no curta-metragem do Edison Studios, Animated Snowballs, em 1908. Após alguns curta-metragens para o Edison Studios, atuou pela Pathé, em filmes como An Arizona Romance (1910) e Cowboy Justice (1910).
Atuou também pela Éclair American, Kalem Company, e Majestic Motion Pictures Company, em vários curta-metragens. Atuou ao lado de Ruth Roland em vários seriados.
Seu último filme foi Alexander Hamilton, em 1931, num pequeno papel não creditado. Foi seu único filme sonoro.

## Vida pessoal
Casou em 1919 com a  atriz Ollie Kirkby. Faleceu em Nova Iorque, em 27 de março de 1946.

## Filmografia parcial
- Animated Snowballs (1908)
- An Arizona Romance (1910)
- Cowboy Justice (1910)
- Robin Hood (1912)

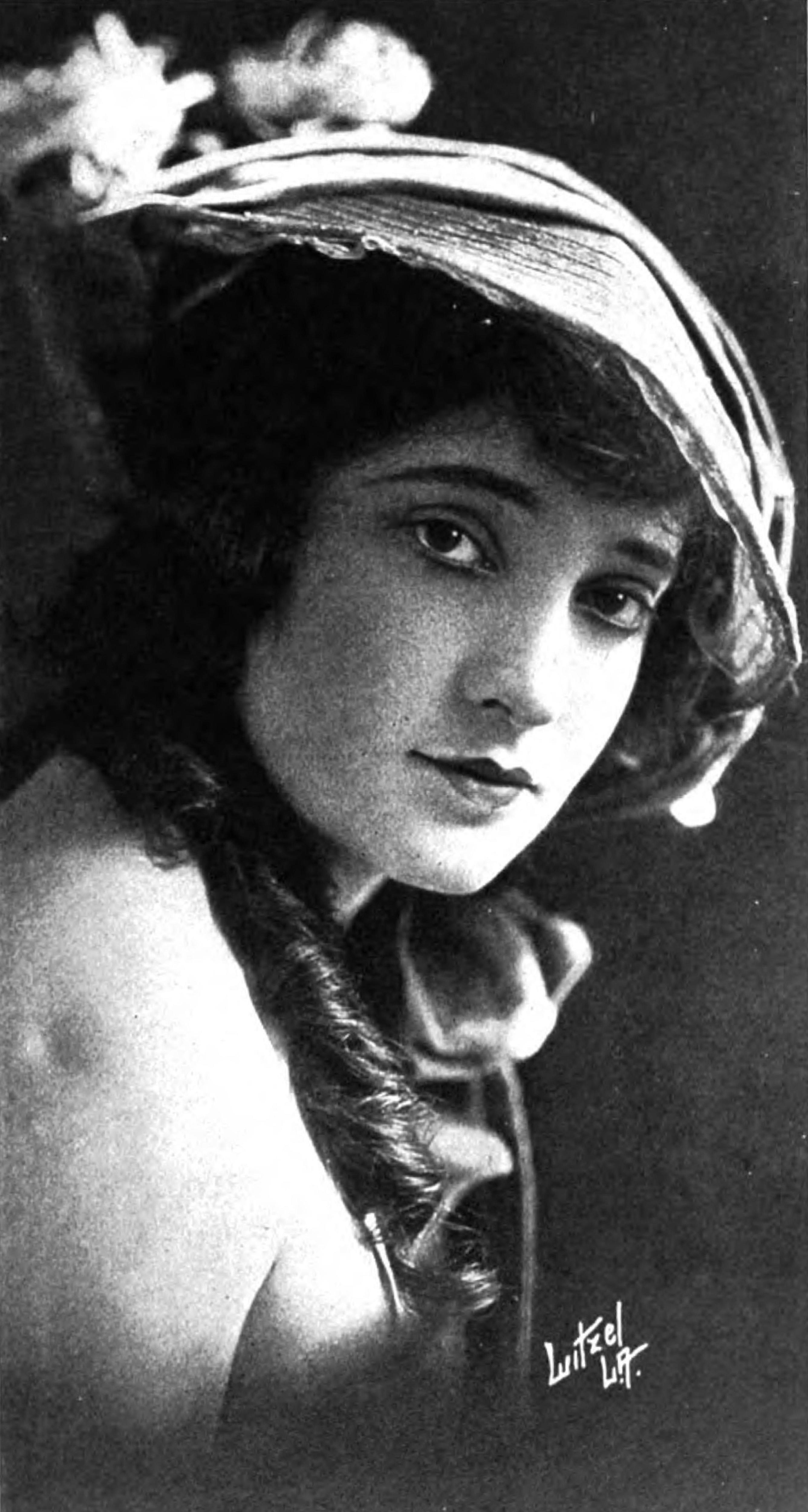
Ollie Kirkby, esposa de Larkin, também era atriz.

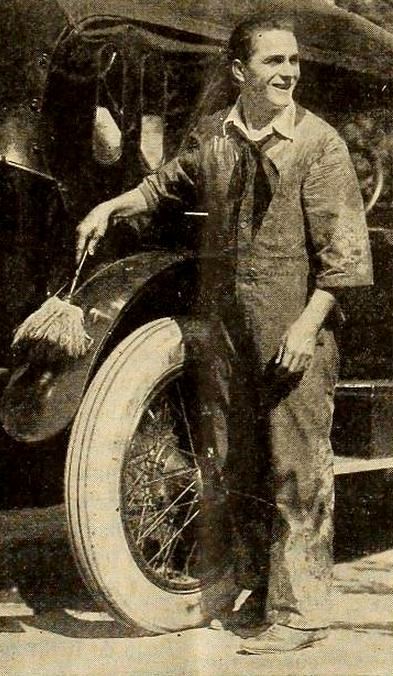
George Larkin conforme fotografia publicada em Film Fun, setembro de 1919, p. 35.

- The Speed Limit (1913) (creditado como Grover Larkin)
- The Body in the Trunk (1914)
- The Trey o' Hearts (1914)
- The Woman in the Case (1916)
- The Primitive Call (1917) [3] (creditado como George Alan Larkin)
- Hands Up!
- The Devil's Trail (1919)
- The Tiger's Trail (1919)
- The Adventures of Ruth (1919)
- Terror of the Range (1919)
- The Lurking Peril (1919)
- The Adventures of Ruth (1919)
- Terror Trail (1921)
- Gentleman Unafraid (1923)
- The Pell Street Mystery (1924)
- Beauty and the Bandit (1925)
- Silver Fingers (1926)
- Midnight Rose (1928)
- Alexander Hamilton (1931)